# Marino del Giudice
Marino del Giudice (Amalfi, 1330/1340 – Genova, 11 gennaio 1386 o dicembre 1385) è stato un cardinale e arcivescovo cattolico italiano del XIV secolo. Avendo ordito un complotto, in complicità con altri cardinali, contro papa Urbano VI fu scoperto, condannato a morte e giustiziato.

## Biografia
Marino del Giudice fu canonico della cattedrale di Amalfi. Nominato vescovo di Castellammare di Stabia il 18 febbraio 1370, tre anni dopo, il 18 maggio fu trasferito a Cassano, da cui fu cacciato nel 1378 per il suo appoggio a papa Urbano VI. Nel 1379 fu promosso arcivescovo di Brindisi e Oria ed un anno dopo circa fu trasferito all'arcidiocesi di Taranto, sede che tenne fino al 1385. Nel medesimo periodo gli fu anche affidata l'amministrazione della diocesi di Imola e di Aversa.
Papa Urbano VI lo nominò cardinale con il concistoro del 21 dicembre 1381, assegnandogli il titolo di cardinale presbitero di Santa Pudenziana. Nel 1383 fu nominato camerlengo di Santa Romana Chiesa.
Mentre papa Urbano VI era assediato dalle truppe di Carlo III di Napoli nel castello di Nocera, il cardinale Marino con i colleghi Giovanni d'Amelia, Adam Easton, O.S.B., Gentile di Sangro, Bartolomeo di Coturno e Ludovico da Venezia, organizzò una congiura per attirare papa Urbano nel vicino convento di Sant'Antonio, deporlo, condannarlo al rogo per eresia e quindi dar luogo alla sua esecuzione. Il giorno fissato era il 13 gennaio 1385, ma il papa fu avvertito dal cardinale Orsini e quando i congiurati giunsero al castello, furono arrestati, torturati e quindi deposti e sostituiti.
Urbano VI fuggì poi a Genova, portandosi dietro come prigionieri i cardinali ribelli, che quivi, con la sola eccezione dello Easton, furono giustiziati nel dicembre 1385 (o nel gennaio 1386).
Il cadavere di Marino venne poi gettato a mare.